# Biserica reformată-calvină din Cetatea de Baltă
Biserica Reformată-Calvină din Cetatea de Baltă a fost construită în secolul al XIV-lea. Este monument istoric, cod LMI AB-II-m-A-00200.

## Istoric și trăsături
Clădirea bisericii reformate (inițial romano-catolică, cu hramul Sfântul Ștefan, până în anii 1550-1560), cu o navă, cor pentagonal și un turn masiv în partea de vest, are intrarea în partea de vest, printr-un mic pridvor prevăzut cu o deschidere semicirculară și cu volută în partea superioară. Fațada intrării este străjuită de două contraforturi masive, treptate, care protejează două nișe ce cândva au fost ferestre. Baza clopotniței este înconjurată de o galerie de lemn. Turnul actual este realizat din două turnuri pătrate unite printr-o zidărie ulterioară. 
Fațada nordică este articulată cu un mare număr de contraforturi, cu profiluri diferite. Secțiunile lor diferă fiind triunghiulare, dreptunghiulare sau poligonale. Întreaga construcție aparține goticului matur sau celui târziu, fapt ce arată importanța lăcașului, de unde și interesul pentru consolidarea lui în diferite perioade de timp. Interesant este portalul gotic de pe fața sudică, abandonat astăzi care are arhivolta și usciorii articulate cu un șir de toruri cilindrice și scotii.
Biserica are un clopot inscripționat cu data de 1417, dar unele surse plasează edificarea ei prin anul 1332. Sigur este faptul că parohia exista de peste un secol în anul 1415, când un hrisov în latină specifica hramul său: Sfântul Ștefan. La începutul secolului al XV-lea biserica a fost decorată cu fresce, lucru dovedit cu ocazia restaurărilor din 1897 când s-au găsit picturi din anul 1525. În cadrul acestei restaurări a fost dezgropată și cripta aflată sub arcul de triumf, ascunzând trei sicrie din secolul al XVI-lea. Deasupra criptei se găsea sarcofagul din marmură al Zsófiei Palöcsy, decedată în 1583.
Episcopul Georg Daniel Teutsch a reținut în anul 1877 că biserica aceasta mai era încă denumită în popor „biserica săsească.”

## Galerie de imagini

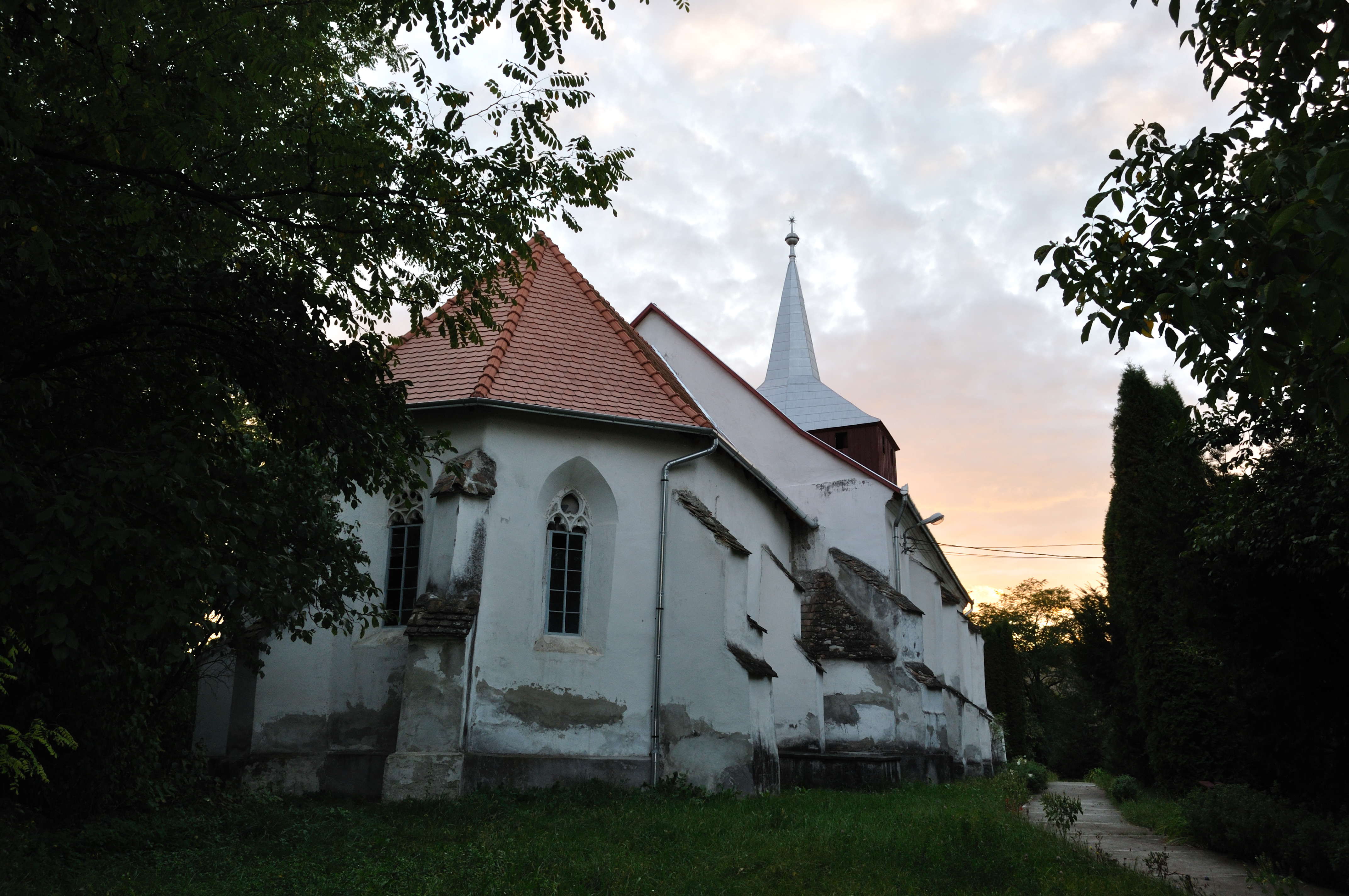
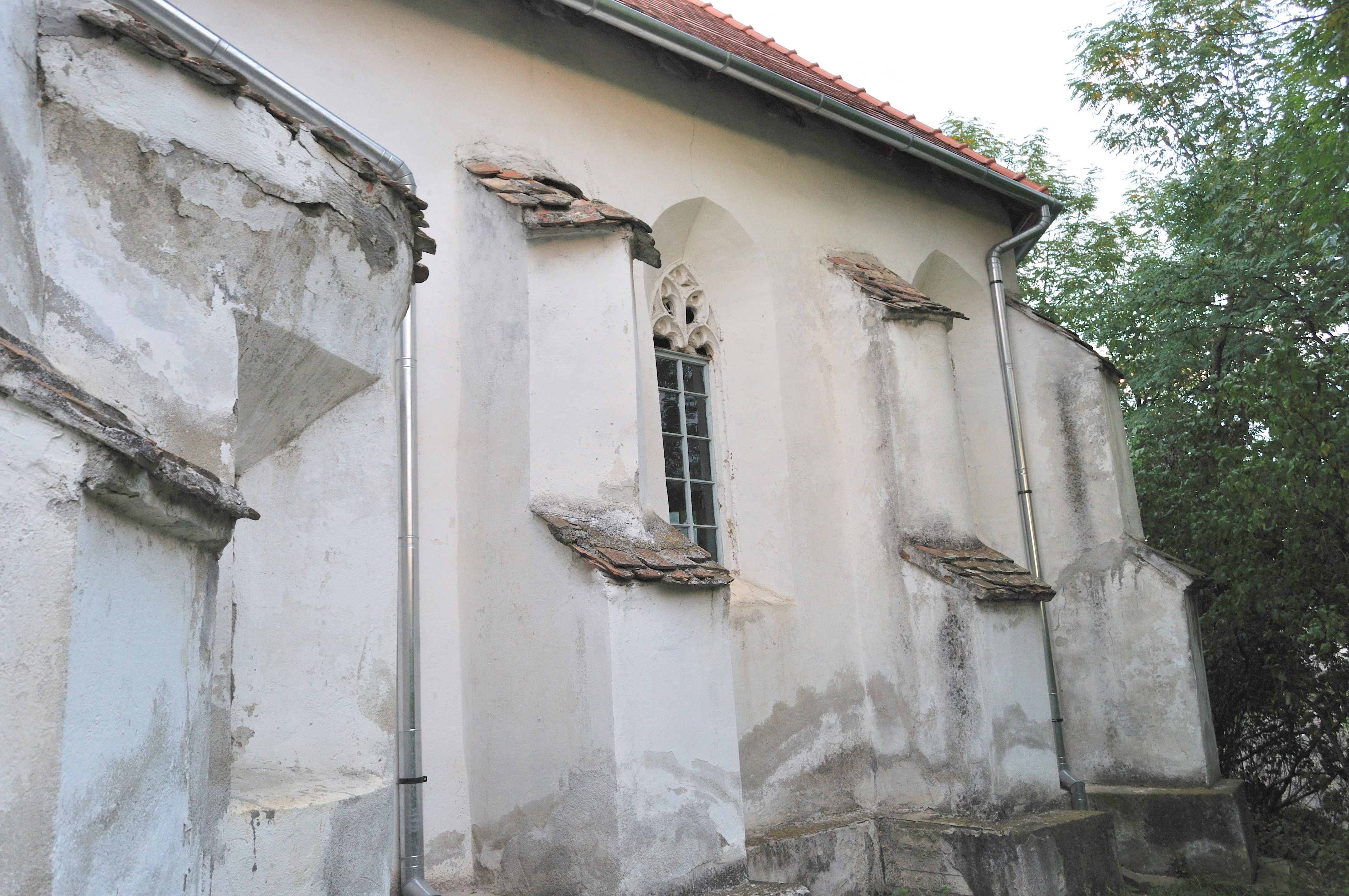
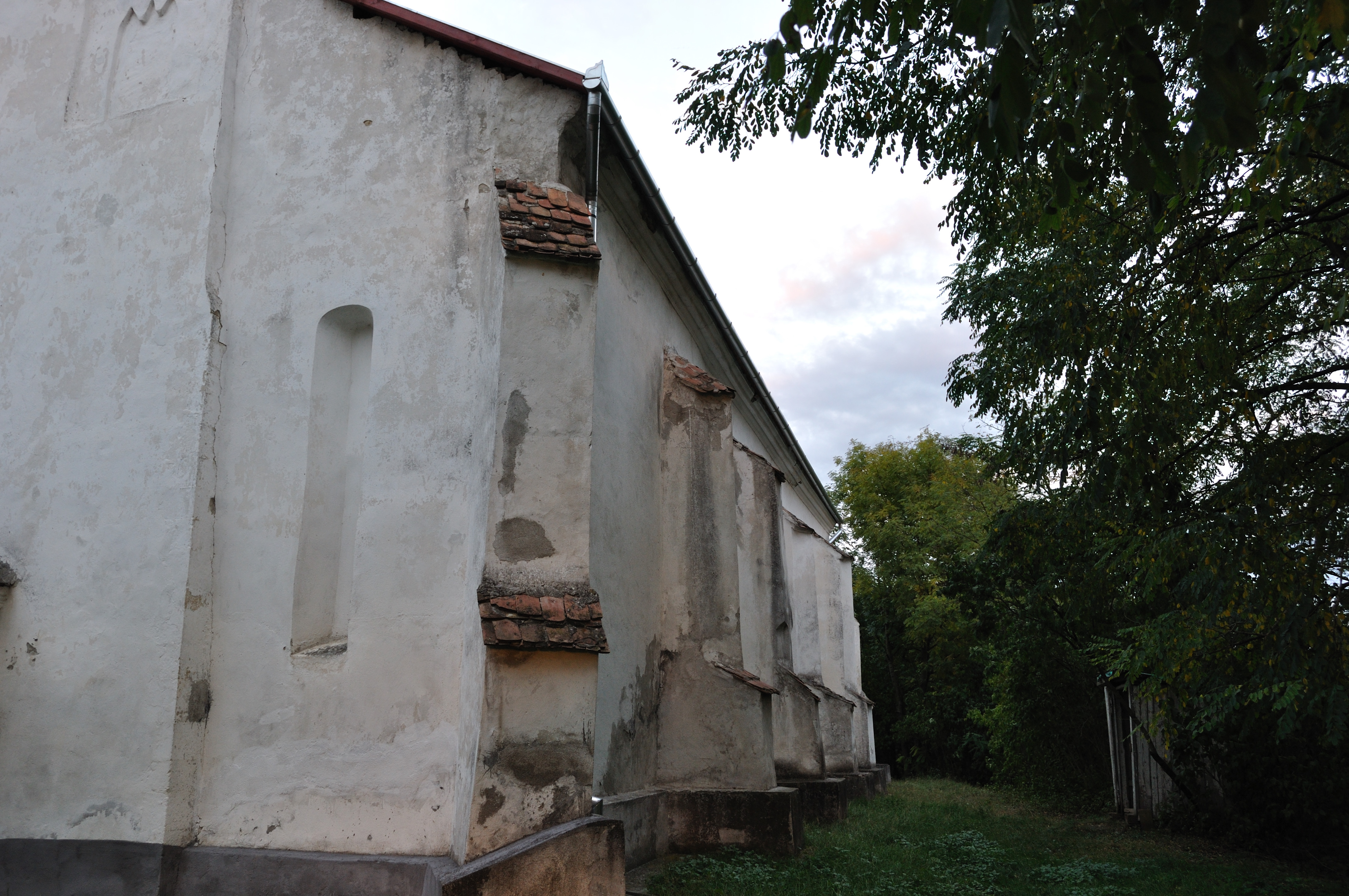
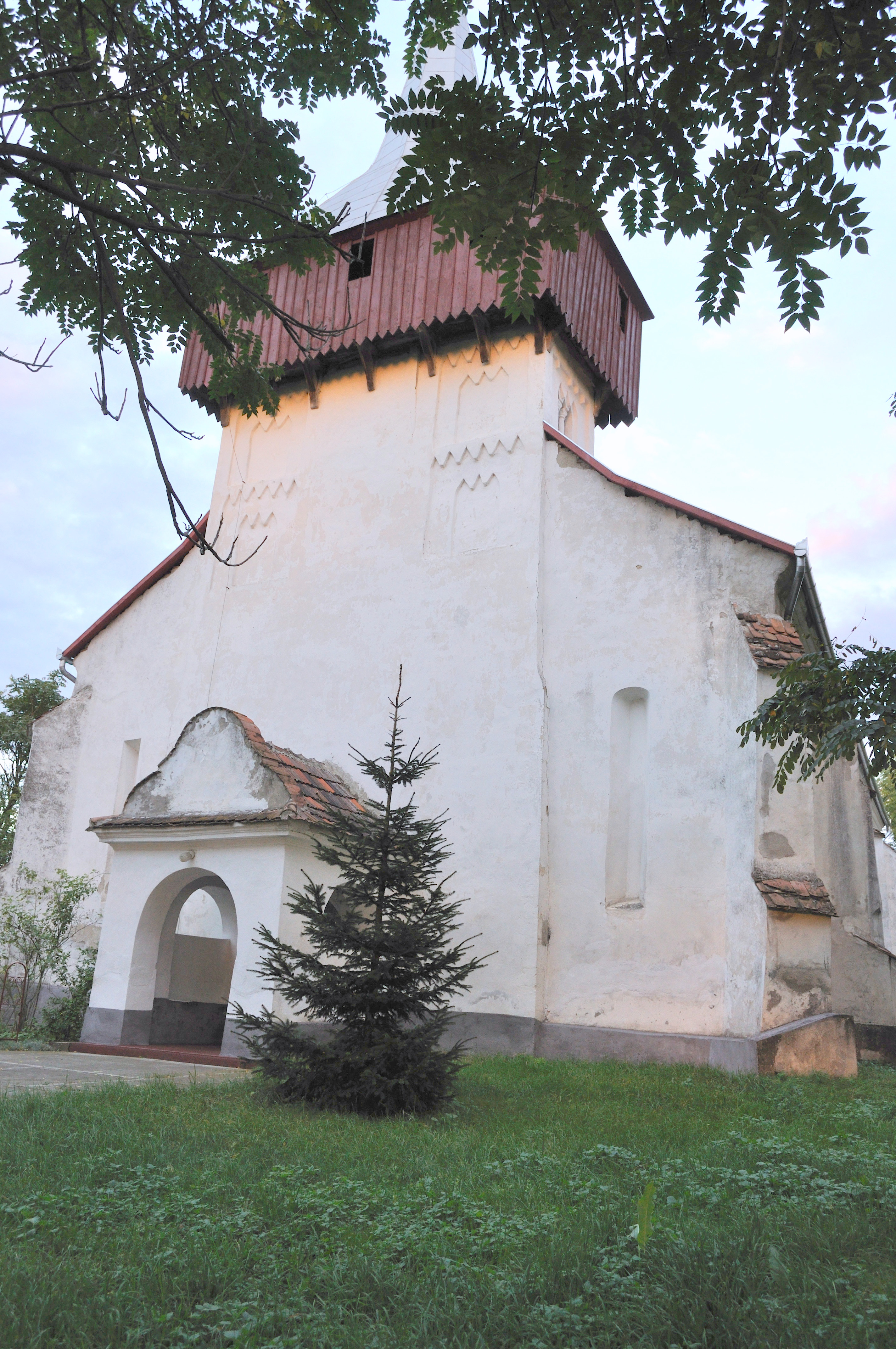
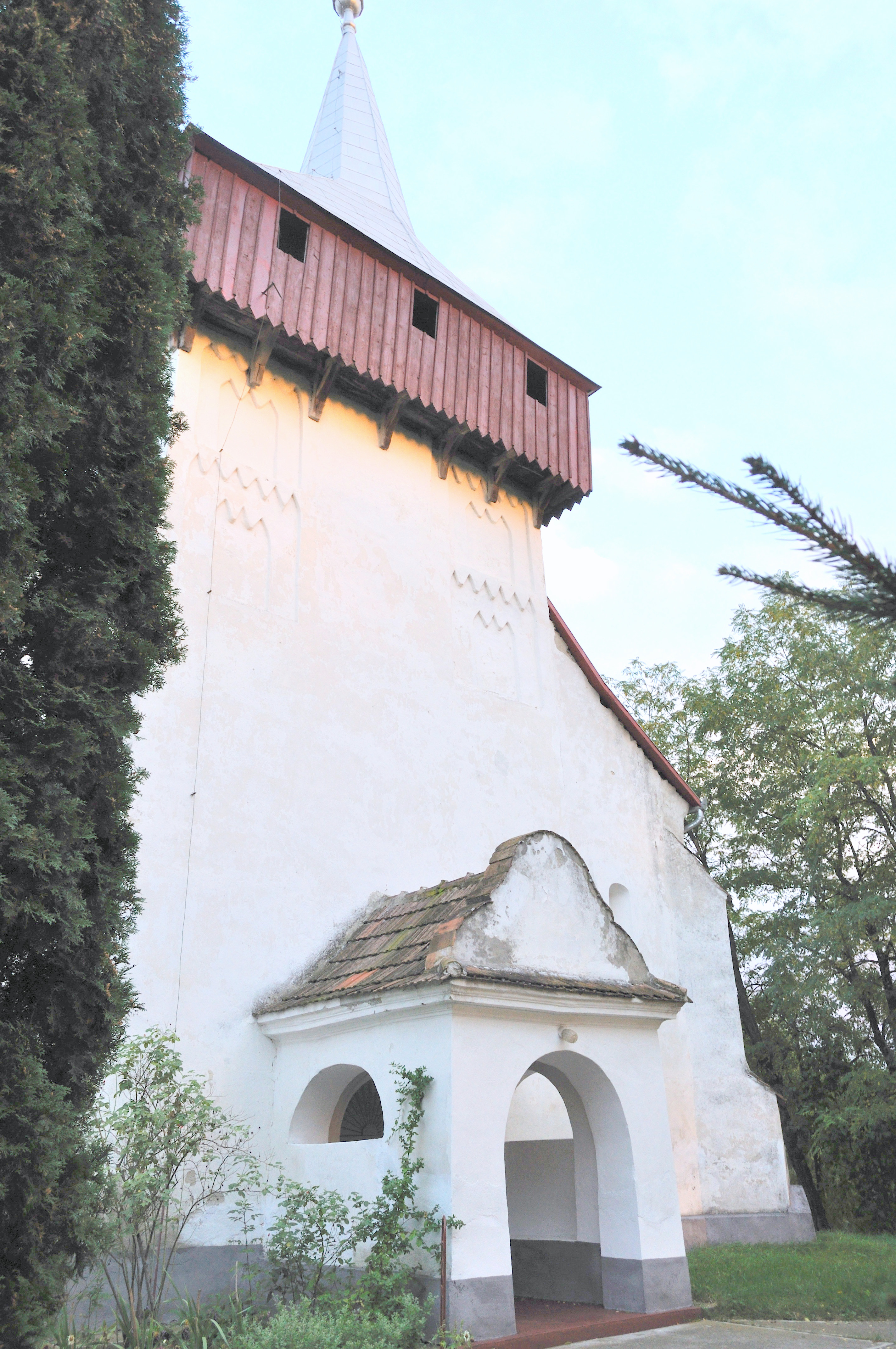
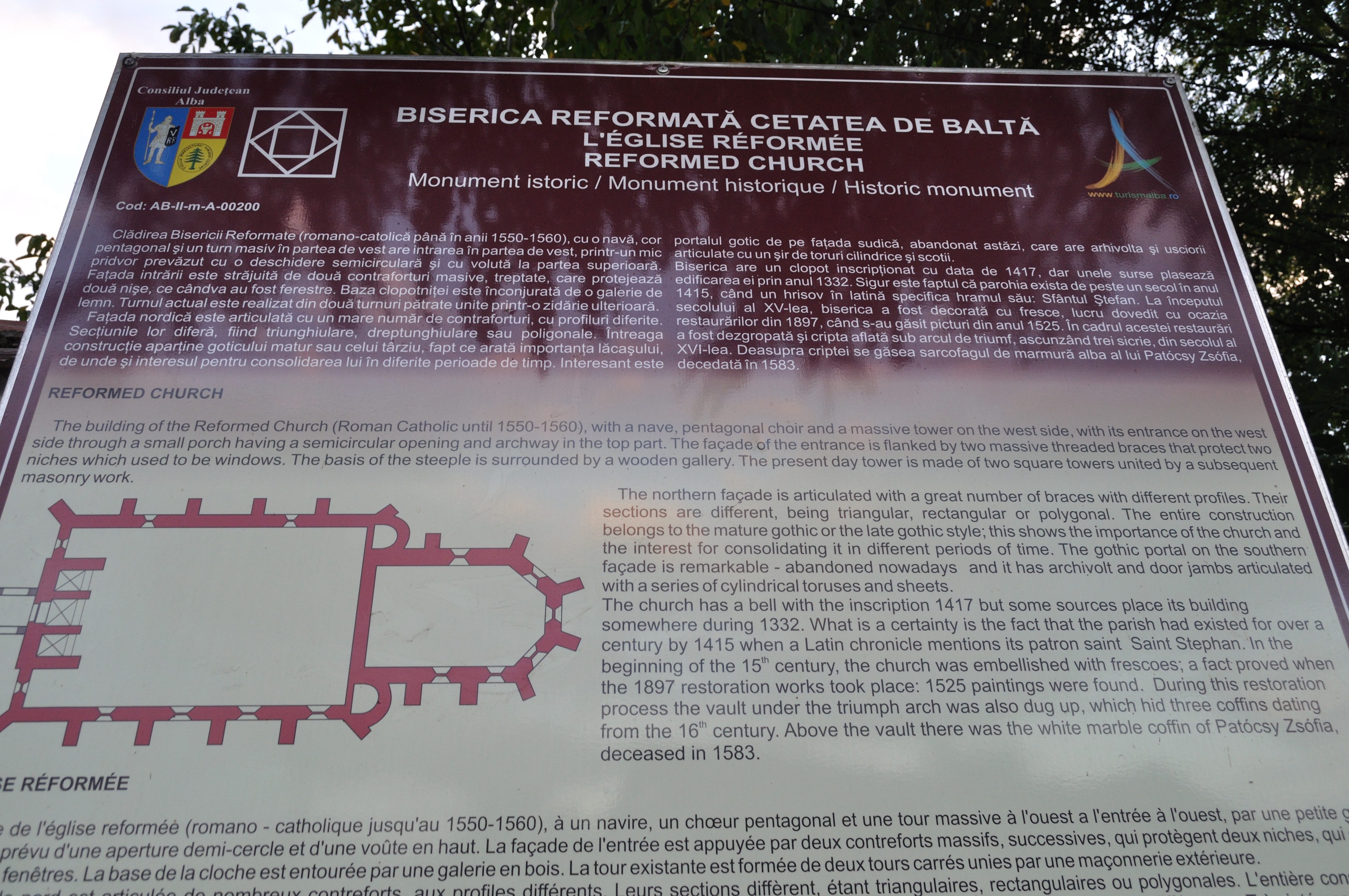
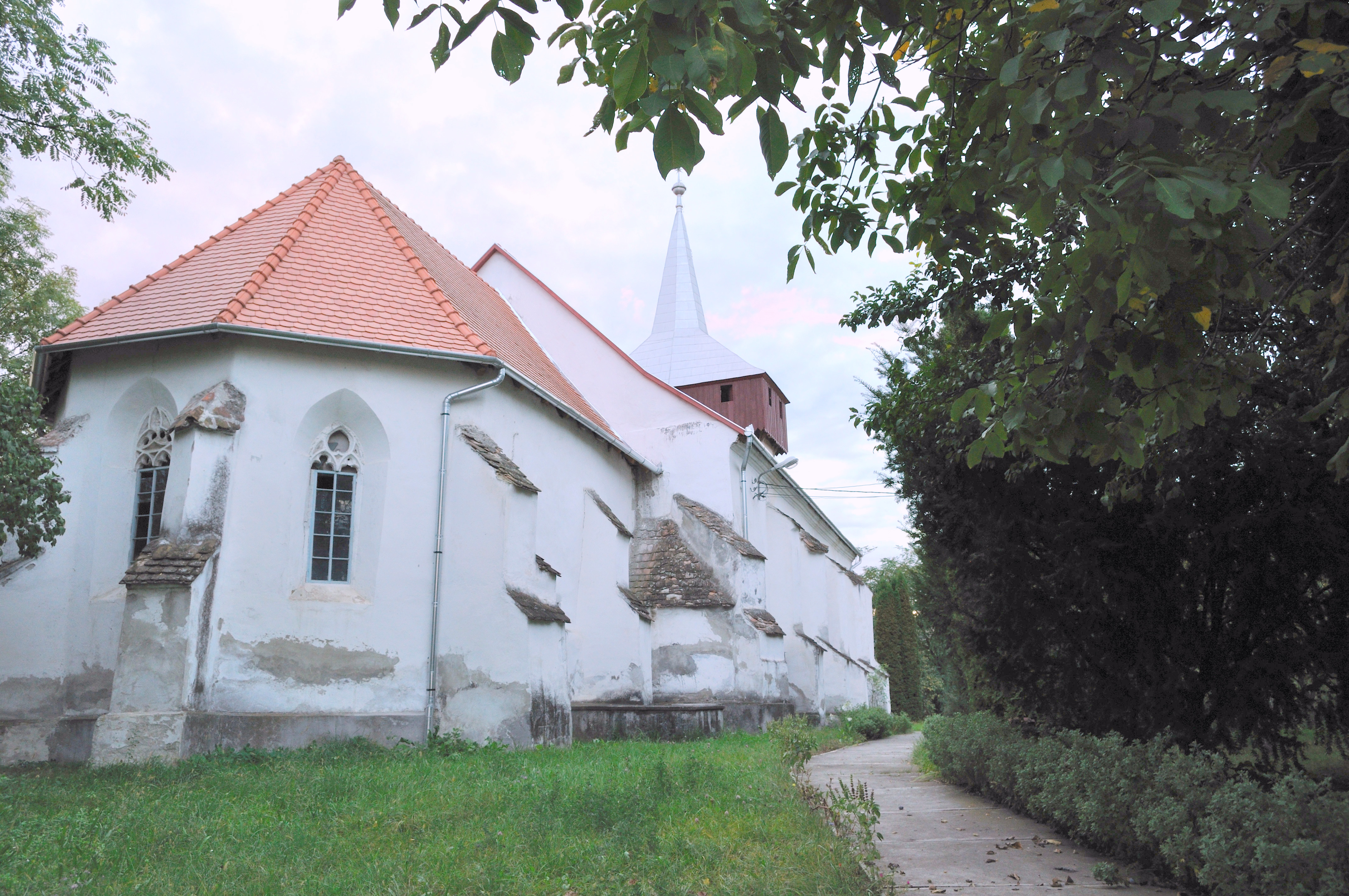